# Entomobrya lanuginosa
Entomobrya lanuginosa är en urinsektsart som beskrevs av Hercule Nicolet 1842. Entomobrya lanuginosa ingår i släktet Entomobrya och familjen brokhoppstjärtar. Arten är reproducerande i Sverige. Inga underarter finns listade i Catalogue of Life.